# Jevgeni Aleksejev (basketballer)
Jevgeni Nikolajevitsj Aleksejev (Russisch: Евгений Николаевич Алексеев) (Moskou, 22 maart 1919 - Moskou, 28 februari 2005) was  een basketbalspeler, die speelde voor het basketbalteam van de Sovjet-Unie. Hij kreeg de onderscheiding meester in de sport van de Sovjet-Unie in 1947. Zijn rang was majoor van het Russische leger.

## Carrière
Aleksejev speelde voor Lokomotiv Moskou en werd met die club in 1937 derde om het landskampioenschap van de Sovjet-Unie. In 1938 werden ze tweede. In 1939 werd hij landskampioen en verdiende een transfer naar CSKA Moskou in 1940. Door de Tweede Wereldoorlog ging Aleksejev pas in 1944 echt spelen voor CSKA. Met CSKA werd Aleksejev in 1945 landskampioen. Aleksejev werd Europees kampioen in 1947 met de Sovjet-Unie. Hij was aanvoerder van de Sovjet-Unie in 1947. Dat was het eerste Europese succes voor de Sovjet-Unie. In 1948 ging Aleksejev spelen voor VVS MVO Moskou. Met die club werd Aleksejev derde in 1949 en 1950, tweede in 1951 en landskampioen in 1952. Ook haalde Aleksejev met VVS MVO Moskou twee keer de finale om de USSR Cup. Die verloor VVS MVO in 1950 en 1951. In 1953 stopte hij met basketballen.

## Trainers carrière
In 1953 werd Aleksejev hoofdcoach van CSKA Moskou. Aleksejev zou in die functie veertien jaar blijven. Aleksejev werd zes keer landskampioen als coach. Ook won Aleksejev als coach twee keer de EuroLeague in 1961 en 1963. In 1963 werd hij landskampioen met RSFSR Moskou. In 1960 was Aleksejev assistent-coach van hoofdcoach Stepan Spandarjan van de Sovjet-Unie op de Olympische Spelen in Rome. De Sovjet-Unie eindigde als tweede achter de Verenigde Staten. In 1961 leidde Spandarjan en Aleksejev de Sovjet-Unie naar de eerste plaats op de Europese kampioenschappen in Belgrado. Na zijn pensioen in het leger in 1967 bleef Aleksejev coach. In 1973 werd Aleksejev hoofdcoach van Dinamo Moskou. Met Dinamo werd hij twee keer derde in 1975, 1976 om het landskampioenschap. In 1976 verliet Aleksejev Dinamo en werd samen met David Berlin hoofdcoach van het damesteam van Spartak Noginsk. Met Spartak won Aleksejev drie keer de Ronchetti Cup in 1977, 1981 en 1982. Ook werd Aleksejev met Spartak Noginsk landskampioen in 1978. In 1984 stopte Aleksejev als coach. Aleksejev kreeg in 1960 de eretitel van Geëerde Coach van de Sovjet-Unie. Op de Olympische Spelen in 1960 won Aleksejev als assistent coach van Stepan Spandarjan een zilveren medaille en op het Europees kampioenschap in 1961 won Aleksejev als assistent coach de gouden medaille.

## Onderscheidingen
Aleksejev kreeg de Orde van de Vaderlandse Oorlog en de Orde van de Rode Ster (Sovjet-Unie) voor verdienste in de Grote Vaderlandse Oorlog. Ook ontving hij de Orde van de Volkerenvriendschap, de Medaille voor Voortreffelijke Prestaties tijdens de Arbeid, De medaille "Voor Labour Onderscheiding" en het Ereteken van de Sovjet-Unie.

## Privé
Aleksejev was getrouwd met oud basketbalspeelster Lidia Aleksejeva.

## Erelijst
- Landskampioen Sovjet-Unie: 3
  - Winnaar: 1939, 1945, 1952
  - Tweede: 1938, 1951
  - Derde: 1937, 1949, 1950
- Bekerwinnaar Sovjet-Unie:
  - Runner-up: 1950, 1951
- Europees Kampioenschap: 1
  - Goud: 1947

## Speler
3 Oesjakov ·
4 Kolpakov ·
5 Butautas ·
6 Lõssov ·
7 Aleksejev  ·
8 Dzjordzjikia ·
9 Konev ·
10 Korkia ·
11 Kullam ·
12 Kulakauskas ·
13 Lagunavičius ·
14 Moisejev ·
15 Petkevičius ·
16 Tarasov ·
Coach: Tsetlin
· Assistent-coach: Spandarjan
· Assistent-coach: 

## Assistent-coach
3 Muižnieks ·
4 Valdmanis ·
5 Valtin ·
6 Minasjvili ·
7 Zoebkov ·
8 Oegrechelidze ·
9 Krūmiņš ·
10 Semjonov ·
11 Kornejev ·
12 Petrov ·
13 Volnov ·
14 Ozers ·
Coach: Spandarjan
· Assistent-coach: Aleksejev
· Assistent-coach: 
4 Valdmanis ·
5 Valtin ·
6 Alachachian ·
7 Zoebkov ·
8 Oegrechelidze ·
9 Krūmiņš ·
10 Novikov ·
11 Kornejev ·
12 Petrov ·
13 Volnov ·
14 Muižnieks ·
15 Kandel ·
Coach: Spandarjan
· Assistent-coach: Aleksejev
· Assistent-coach: 